# Jahresabschlussprüfung
Als Jahresabschlussprüfung im Bilanzrecht und in der Wirtschaft wird die Pflichtprüfung des Jahresabschlusses und Konzernabschlusses von Unternehmen und sonstigen bilanzierungspflichtigen Personenvereinigungen durch Abschlussprüfer bezeichnet, die nach Unionsrecht, nationalem Recht und auf freiwilliger Basis von kleinen Unternehmen durchgeführt wird.

## Allgemeines
Abschlussprüfer sind Wirtschaftsprüfer, die von der Unternehmensleitung zum Zwecke der Jahresabschlussprüfung bestellt werden müssen (§ 318 HGB / § 2 WPO). Nach § 242 Abs. 1, 2 und 3 HGB hat der Kaufmann für den Schluss eines jeden Geschäftsjahrs eine Aufstellung über Vermögen und Schulden (Bilanz) und eine Gegenüberstellung der Aufwendungen und Erträge (Gewinn- und Verlustrechnung) des Geschäftsjahrs aufzustellen. Die Bilanz und die Gewinn- und Verlustrechnung bilden den Jahresabschluss. 
Die Aufstellung des Jahresabschlusses durch den Kaufmann (Unternehmer) bedeutet eine Interessenkollision, weil der Unternehmer dazu neigen könnte, den Geschäftsverlauf seines eigenen Unternehmens im Jahresabschluss günstiger darzustellen als er tatsächlich gewesen ist (Gefahr der Bilanzfälschung). Um dem vorzubeugen, prüfen unabhängige Dritte mit Sachkunde den Jahresabschluss sowie einen etwaigen Lage- und Risikobericht. Diese Dritte sind Wirtschaftsprüfer oder Buchprüfer. Der Anhang ist nicht Gegenstand der Prüfung. Diese Prüfungen heißen auch Pflichtprüfung und werden jährlich durchgeführt.
Gemäß § 1 Abs. 1 PublG hat ein sehr großes Unternehmen Rechnung zu legen, wenn für den Bilanzstichtag des Ablaufs eines Geschäftsjahrs (Abschlussstichtag) und für die zwei darauf folgenden Abschlussstichtage jeweils mindestens zwei der drei folgenden Merkmale zutreffen: Die Bilanzsumme übersteigt 65 Millionen Euro, die Umsatzerlöse des Unternehmens in den zwölf Monaten vor dem Abschlussstichtag übersteigen 130 Millionen Euro und das Unternehmen hat in den zwölf Monaten vor dem Abschlussstichtag durchschnittlich mehr als 5000 Arbeitnehmer beschäftigt. Die Pflichtprüfung des Jahres-/Konzernabschluss und Konzern-/Lageberichtes ergibt sich aus § 6 PublG.

## Rechtsgrundlagen
Die Rechtsgrundlagen für die Jahresabschlussprüfung können in materielles und formelles Recht unterteilt werden:
- Das materielle Recht ergibt sich für einzelne Rechtsformen aus § 242 Abs. 2 und 3 HGB (für Personengesellschaften: Kommanditgesellschaft, Offene Handelsgesellschaft, Gesellschaft bürgerlichen Rechts, Partnerschaftsgesellschaft, Stille Gesellschaft und Europäische wirtschaftliche Interessenvereinigung) und § 264 HGB (für Kapitalgesellschaften: Aktiengesellschaft, Europäische Gesellschaft, Kommanditgesellschaft auf Aktien und Gesellschaft mit beschränkter Haftung und deren Unterform Unternehmergesellschaft (haftungsbeschränkt)), § 6 PublG sowie Genossenschaften (§§ 53–60 GenG)[3], Versicherungsunternehmungen (§ 341k HGB, §§ 57–60, 64 VAG), Kredit- bzw. Finanzdienstleistungsinstitute (§ 340k HGB, §§ 28, 29 KWG), Bausparkassen (§ 13 BausparkG) oder Kapitalanlagegesellschaften (§ 38 Abs. 1 KAGB).[4] Große und mittelgroße Kapitalgesellschaften (§ 316 I HGB) und sehr große Unternehmen (Nicht-Kapitalgesellschaften) nach dem PublG (§§ 1, 6 I PublG), die sich einer Pflichtprüfung unterziehen müssen, sind von einem Wirtschaftsprüfer oder einer Wirtschaftsprüfungsgesellschaft zu prüfen. Mittelgroße GmbH und Personenhandelsgesellschaften im Sinne des § 264a I HGB können auch durch vereidigte Buchprüfer und Buchprüfungsgesellschaften geprüft werden (§ 319 I 1, 2 HGB).[5] Sondervorschriften bestehen nach § 340a ff. HGB für Kreditinstitute und gemäß § 341 ff. HGB für Versicherungsunternehmen.
- Im formellen Recht geht es darum, wie das materielle Recht durchgeführt werden soll. Nach § 2 Abs. 1 WPO haben Wirtschaftsprüfer die berufliche Aufgabe, betriebswirtschaftliche Prüfungen, insbesondere solche von Jahresabschlüssen wirtschaftlicher Unternehmen, durchzuführen und Bestätigungsvermerke über die Vornahme und das Ergebnis solcher Prüfungen zu erteilen. Wirtschaftsprüfer müssen durch Anlegung von Handakten ein zutreffendes Bild über die von ihnen entfaltete Tätigkeit geben können (§ 51b WPO). Erteilen Wirtschaftsprüfungsgesellschaften gesetzlich vorgeschriebene Bestätigungsvermerke, so dürfen diese nach § 32 WPO nur von Wirtschaftsprüfern unterzeichnet werden; sie dürfen auch von vereidigten Buchprüfern unterzeichnet werden, soweit diese gesetzlich befugt sind, Bestätigungsvermerke zu erteilen. Gleiches gilt für sonstige Erklärungen im Rahmen von Tätigkeiten, die den Berufsangehörigen gesetzlich vorbehalten sind.

## Gegenstand der Prüfung
Das Institut der Wirtschaftsprüfer (IDW) gibt laufend Prüfungsstandards (PS) und „IDW-Verlautbarungen“ heraus, nach denen Wirtschaftsprüfer – unbeschadet ihrer Eigenverantwortlichkeit – ihrer Tätigkeit nachgehen können. Die vom Unternehmen mandatierten Wirtschaftsprüfer werden laufend während des Geschäftsjahrs informiert. Wichtige Prüfhandlungen sind unter anderem die Prüfung von Eröffnungsbilanzwerten im Rahmen von Erstprüfungen (IDW PS 205), Aufdeckung von Unregelmäßigkeiten (IDW PS 210), Feststellung und Beurteilung von Fehlerrisiken (IDW PS 261) oder die Prüfung der Inventur (IDW PS 301). Vom Wirtschaftsprüfer sind Bestätigungen Dritter einzuholen (IDW PS 302), also insbesondere von Gläubigern über die Verbindlichkeiten des Unternehmens und von Schuldnern über das Vermögen des Unternehmens (Saldenbestätigungen über Forderungen gegen Debitoren oder Bankguthaben).
Die Prüfung umfasst vor allem die Buchführung. Die Prüfung des Jahresabschlusses und des Konzernabschlusses soll feststellen, ob die gesetzlichen Vorschriften und die ergänzenden Bestimmungen des Gesellschaftsvertrages und der Satzung beachtet worden sind (§ 317 Abs. 1 HGB). Die Prüfung muss so gestaltet sein, dass Unrichtigkeiten und Verstöße, die das nach § 264 Abs. 2 dargestellte Bild der Vermögens-, Finanz- und Ertragslage der Kapitalgesellschaft erheblich beeinflussen, bei sorgfältiger Berufsausübung erkannt werden. Zur Einhaltung der gesetzlichen Vorschriften gehört, dass die Buchführung nachvollziehbar, unveränderlich, vollständig, richtig, zeitgerecht und geordnet ist.
Die Prüfung des Lageberichtes und Konzernlageberichtes soll die Übereinstimmung mit dem Jahresabschluss und dem Konzernabschluss, sowie mit den bei der Prüfung gewonnenen Erkenntnissen des Abschlussprüfers aufzeigen und dabei eine zutreffende Vorstellung von der (Konzern-)Lage des Unternehmens vermitteln (§ 317 Abs. 2 HGB). Bei börsennotierten Unternehmen ist zusätzlich das Risikomanagementsystem zu prüfen (§§ 316 HGB, § 317 HGB). Zu beachten sind ferner ergänzende Vorschriften und branchen- bzw. wirtschaftsspezifische Richtlinien (zum Beispiel § 53 HGrG; Prüfungsberichtsverordnung). 
Die Zusammenfassung der Jahresabschlussprüfung wird in Prüfungsberichten dokumentiert.

## Bank- und Versicherungswesen
Nach § 26 Abs. 1 KWG müssen Kreditinstitute die Prüfungsberichte der Bankenaufsicht BaFin einreichen. Weitere Vorschriften sind § 3 Kapitalanlage-Prüfungsberichte-Verordnung (KAPrüfbV), § 3 Wertpapierdienstleistungs-Prüfungsverordnung (WpDPV) und § 19 Zahlungsdiensteaufsichtsgesetz (ZAG). Neben den Erkenntnissen aus ihrer Aufsichtstätigkeit sind die Jahresabschlussprüfungsberichte eine wichtige Informationsquelle der Bankenaufsicht. Lässt sich anhand vorliegender Informationen ein bestimmter Sachverhalt nicht ausreichend klären, ordnet die BaFin eine Sonderprüfung an.  
Versicherungsunternehmen haben gemäß § 37 VAG den aufgestellten sowie später den festgestellten Jahresabschluss und den Lagebericht der Aufsichtsbehörde BaFin jeweils unverzüglich einzureichen.

## Bestätigungsvermerk
Nach  § 316 HGB, § 322 HGB und § 313 Abs. 2 AktG hat der Abschlussprüfer über das Ergebnis der Prüfung schriftlich zu berichten. Der Prüfbericht enthält zum Schluss einen Bestätigungsvermerk (Testat) des Wirtschaftsprüfers, der mit Angabe von Ort und Tag vom Wirtschaftsprüfer zu unterzeichnen ist (§ 313 Abs. 5 AktG). 
Unternehmen von öffentlichem Interesse erhalten nach IDW PS 401 ff. folgenden uneingeschränkten Bestätigungsvermerk:
„Wir haben den Jahresabschluss zum (Datum) der (Unternehmen) geprüft. Darüber hinaus haben wir den Lagebericht vom (Datum) bis zum (Datum) geprüft. Die in der Anlage genannten Bestandteile des Lageberichts haben wir in Einklang mit den deutschen gesetzlichen Vorschriften nicht inhaltlich geprüft. Nach unserer Beurteilung aufgrund der bei der Prüfung gewonnenen Erkenntnisse  
- entspricht der beigefügte Jahresabschluss in allen wesentlichen Belangen den IFRS, wie sie in der EU anzuwenden sind, und den ergänzend nach § 315e Abs. 1 HGB anzuwendenden deutschen gesetzlichen Vorschriften und vermittelt unter Beachtung dieser Vorschriften ein den tatsächlichen Verhältnissen entsprechendes Bild der Vermögens- und Finanzlage des Unternehmens zum (Datum) sowie seiner Ertragslage für das Geschäftsjahr vom (Datum) bis zum (Datum) und
- vermittelt der beigefügte Lagebericht insgesamt ein zutreffendes Bild von der Lage des Unternehmens. In allen wesentlichen Belangen steht dieser Lagebericht in Einklang mit dem Jahresabschluss, entspricht den deutschen gesetzlichen Vorschriften und stellt die Chancen und Risiken der zukünftigen Entwicklung zutreffend dar. Unser Prüfungsurteil zum Lagebericht erstreckt sich nicht auf den Inhalt der in der Anlage genannten Bestandteile des Lageberichts.

Gemäß § 322 Abs. 3 Satz 1 HGB erklären wir, dass unsere Prüfung zu keinen Einwendungen gegen die Ordnungsmäßigkeit des Jahresabschlusses und des Lageberichts geführt hat.“
Diese Darstellung entspricht den „Grundsätzen ordnungsmäßiger Berichterstattung bei Abschlussprüfungen“ (IDW PS 450). 

## Wirtschaftliche Aspekte
Die Jahresabschlussprüfung ist in der Wirtschaftstheorie der Vergleich eines Ist-Objektes mit einem Soll-Objekt. Das Ist-Objekt ist der Jahresabschluss, das Soll-Objekt das durch den Abschlussprüfer zusammengestellte Ergebnis. Durch Vergleich der beiden Objekte und Klärung der Unterschiede gelangt der Abschlussprüfer zu einem Prüfungsergebnis, welches er beispielsweise durch den Prüfungsbericht und durch den Bestätigungsvermerk kundtut. Ziel ist es hingegen nicht, die Bonität des geprüften Unternehmens zu bestätigen (siehe auch Erwartungslücke). Die Prüfung ist mit einer kritischen Grundhaltung durchzuführen und so anzulegen, dass Verstöße und Unrichtigkeiten bei gewissenhafter Berufsausübung erkannt werden.

## Wirkungen
Ohne Jahresabschlussprüfung kann der Jahresabschluss von der Unternehmensleitung nicht festgestellt werden; ein dennoch festgestellter Jahresabschluss ist nichtig. Bei der Jahresabschlussprüfung wird der Jahresabschluss eines Unternehmens durch einen Abschlussprüfer auf die Einhaltung von Gesetzen, der Satzung und des Gesellschaftsvertrags und die Einhaltung der Grundsätze ordnungsmäßiger Buchführung hin geprüft und mit einem Bestätigungs- oder einem Versagungsvermerk versehen. Ziel der Prüfung ist die Beurteilung, ob die Rechnungslegungsvorschriften eingehalten wurden. Die Jahresabschlussprüfung ist eine Wirtschaftsprüfung. 
Der am Schluss des Jahresabschlusses übernommene Bestätigungsvermerk gibt der Öffentlichkeit, insbesondere Aktionären, Finanzverwaltung, Gläubigern (unter anderem Kreditinstituten als Kreditgeber), Massenmedien oder Wettbewerbern eine gewisse Auskunft über die Qualität des Jahresabschlusses, darf jedoch nicht überschätzt werden. Neben dem „uneingeschränkten Bestätigungsvermerk“ gibt noch Abstufungen des Bestätigungsvermerks.